# Square Roots: The Story of SpongeBob SquarePants
Square Roots: The Story of SpongeBob SquarePants é um documentário estadunidense dirigido e co-escrito por Patrick Creadon, que narra o sucesso da cultura popular da série de televisão animada SpongeBob SquarePants, apresentando comentários do criador da série Stephen Hillenburg e fãs. O especial foi lançado na VH1 em 14 de julho de 2009 e foi incluído no DVD da primeira temporada, SpongeBob SquarePants: The First 100 Episodes, lançado na América do Norte em 22 de setembro de 2009. Em geral, o filme foi bem recebido pelos críticos.

## Sinopse
Square Roots: The Story of SpongeBob SquarePants concentra-se na série de televisão de animação estadunidense SpongeBob SquarePants e sua imersão na cultura poupular global. O filme documenta as primeiras inspirações do programa e suas origens. Entre os milhões de fãs estão celebridades como LeBron James e Ricky Gervais, que expressam suas ideias para o show e seu personagem-título, SpongeBob. Ele também apresenta o impacto da série no então presidente dos Estados Unidos Barack Obama, os presos da Penitenciária Estadual de San Quentin, e fãs de todo o mundo.

## Elenco
Apresenta-se a seguir o elenco de Square Roots: The Story of SpongeBob SquarePants.
- Alec Baldwin como ele mesmo
- Jerry Beck como ele mesmo
- Ernest Borgnine como ele mesmo
- Luke Brookshier como ele mesmo
- Clancy Brown como ele mesmo
- Rodger Bumpass como ele mesmo
- Nate Cash como ele mesmo
- Tim Conway como ele mesmo
- Rosario Dawson como ele mesmo
- Bill Fagerbakke como ele mesmo
- Craig Ferguson como ele mesmo
- Kristen Ridgway Flores como ela mesma
- Ricky Gervais como ele mesmo
- David Hasselhoff como ele mesmo
- Albie Hecht como ele mesmo
- Stephen Hillenburg como ele mesmo
- Derek Iversen como ele mesmo
- LeBron James como ele mesmo
- Jeffrey Katzenberg como ele mesmo
- Tom Kenny  como ele mesmo, Patchy the Pirate
- Carolyn Lawrence  como ela mesma
- Mr. Lawrence como ele mesmo
- Scott Mansz como ele mesmo
- Dani Michaeli como ele mesmo
- Brian Doyle-Murray como ele mesmo
- Keke Palmer como ela mesma
- Chris Pine como ele mesmo
- Richard Pursel como ele mesmo
- Nile Rodgers como ele mesmo
- Andrea Romano como ela mesma
- Marion Ross como ela mesma
- Gene Shalit como ele mesmo
- Alan Smart como ele mesmo
- Steve Spruill como ele mesmo
- Robert Thompson como ele mesmo
- Paul Tibbitt como ele mesmo
- Robert Smigel como Triumph, the Insult Comic Dog [en]
- Nikki Vanzo como ela mesma
- Vincent Waller como ele mesmo
- Ween como eles mesmos

Cenas arquivadas
- Katie Couric como ela mesma
- Jacques-Yves Cousteau como ele mesmo
- Simon Cowell como ele mesmo
- Whoopi Goldberg como ela mesma
- Barack Obama como ele mesmo
- Jon Stewart como ele mesmo

## Lançamento
Square Roots: The Story of SpongeBob SquarePants foi dirigido por Patrick Creadon. O documentário foi ao ar originalmente na televisão no canal VH1 nos Estados Unidos em 14 de julho de 2009. Também foi ao ar no Nick at Nite em 23 de julho de 2009, com uma avaliação parental TV-PG. Foi anunciado pela primeira vez no início de 2009. Em um comunicado de imprensa, a Viacom disse:

Comissionado pela Nickelodeon para comemorar o aniversário do primeiro episódio da série, o documentário narra a jornada do personagem amado para o status de ícone da cultura pop internacional e mostra o impacto da série em todos, desde o presidente Barack Obama, crianças de todo o mundo e presos de San Quentin que prontamente cantam sua música-tema cativante. O documentário de uma hora apresenta uma música de abertura de Avril Lavigne e comentários do criador Steve Hillenburg, membros do elenco e da equipe, especialistas do setor, fanáticos e celebridades como LeBron James, Ricky Gervais e Rosario Dawson.

O documentário foi endossado para marcar a celebração do décimo aniversário da série, após uma maratona no próximo fim de semana. O aniversário também foi comemorado com a estreia do filme televisivo SpongeBob's Truth or Square e o episódio especial "To SquarePants or Not to SquarePants".
Em 22 de setembro de 2009, o documentário apareceu como um recurso bônus na compilação do DVD SpongeBob SquarePants: The First 100 Episodes. O DVD consiste em catorze discos e dura 2200 minutos.

## Recepção
O documentário recebeu críticas positivas. David Hinckley, do  New York Daily News disse que "os momentos mais interessantes do documentário são de Hillenburg, que criou SpongeBob como personagem secundário em uma história em quadrinhos antes de lançá-lo sozinho em julho de 1999". Ele acrescentou que "é divertido para toda a família". R.L. Shaffer da IGN escreveu "o que está aqui ainda é incrivelmente divertido de assistir e uma verdadeira delícia para os fãs de longa data". Gord Lacey da TV Shows on DVD chamou o filme de "o melhor recurso que já apareceu em um set de DVD da Nickelodeon". Michael Cavna do The Washington Post chamou-o de "algum 'culto' a ter".
Aaron H. Bynum da Animation Insider disse que "é essencialmente de duas partes, a primeira das quais é onde está o valor. Os primeiros vinte minutos ou mais do documentário são excelentes; o perfil de Hillenburg e os escritores, artistas de storyboard e dubladores que o acompanharam em seu viagem." Ele acrescentou que "o restante do documentário é principalmente superficial".